# IC 691
IC 691 est une petite galaxie irrégulière située dans la constellation de la Grande Ourse. Sa vitesse par rapport au fond diffus cosmologique est de 1 351 ± 11 km/s, ce qui correspond à une distance de Hubble de 19,9 ± 1,4 Mpc (∼64,9 millions d'al). Elle a été découverte par l'astronome américain Lewis Swift en 1888.
IC 691 présente une large raie HI et elle renferme également des régions d'hydrogène ionisé.
IC 691 est une galaxie dont le noyau brille dans le domaine de l'ultraviolet. Elle est inscrite dans le catalogue de Markarian sous la cote Mrk 169 (MK 169).
À ce jour, une mesure non basée sur le décalage vers le rouge (redshift) donne une distance d'environ 23,700 Mpc (∼77,3 millions d'al). Cette valeur est légèrement à l'extérieur des valeurs de la distance de Hubble.

## Groupe de NGC 3610
Selon Abraham Mahtessian, IC 691 fait partie d'un groupe qui comprend 13 galaxies, le groupe de NGC 3610, la galaxie la plus brillante de ce groupe. Les autres galaxies du groupe de Mahtessian sont NGC 3517(?), NGC 3530, NGC 3589, NGC 3610, NGC 3613, NGC 3619, NGC 3625, NGC 3642, NGC 3669, NGC 3674, NGC 3683 et NGC 3683A (noté 1126+5725 pour CGCG 1126.4+5725 dans l'article de Mahtessian).
La galaxie NGC 3517 devrait être enlevée de cette liste car elle est à une distance de 123,47 ± 8,6 Mpc (∼403 millions d'al), soit environ quatre fois plus éloignée que les autres.
Mentionnons que huit des galaxies retenues par Mahtessian appartiennent à deux groupes distincts indiqués dans un article de A.M. Garcia, le groupe de NGC 3613 (NGC 3613, NGC 3625 et NGC 3669 auxquels s'ajoute UGC 6344 non retenu par Mahtessian) et le groupe de NGC 3642 (NGC 3610, NGC 3619, NGC 3642, NGC 3674 et NGC 3683). La distance moyenne des galaxies du groupe de NGC 3613 est d'environ 27,5 Mpc (∼89,7 millions d'al) et celle du groupe de groupe de NGC 3642 est d'environ 24,1 Mpc (∼78,6 millions d'al).
Les galaxies NGC 3530, NGC 3589, IC 691 et NGC 3683A n'apparaissent dans aucun des groupes retenus par Garcia.